# Eudicrana
Eudicrana is een muggengeslacht uit de familie van de paddenstoelmuggen (Mycetophilidae).

## Soorten
- Eudicrana affinis Okada, 1938[2]
- Eudicrana araucariae Matile, 1991[3]
- Eudicrana basinerva Freeman, 1951[4]
- Eudicrana chingaza Henao-Sepulveda, Wolff, & Amorim, 2020[5]
- Eudicrana claripennis Edwards, 1931[6]
- Eudicrana maculata Henao-Sepulveda, Wolff, & Amorim, 2020[5]
- Eudicrana merizaldei Henao-Sepulveda, Wolff, & Amorim, 2020[5]
- Eudicrana monticola (Tonnoir, 1929)[7]
- Eudicrana nicholsoni (Tonnoir, 1929)[7]
- Eudicrana nigriceps (Lundstrom, 1909)[8]
- Eudicrana obumbrata Loew, 1869[1]
- Eudicrana pallida Freeman, 1951[4]
- Eudicrana silvaandina Henao-Sepulveda, Wolff, & Amorim, 2020[5]
- Eudicrana similis Freeman, 1951[4]
- Eudicrana splendens Lane, 1948[9]
- Eudicrana vittata Edwards, 1931[6]

### Synoniemen
- Eudicrana elegans Lane, 1948[9] =>[10] Neuratelia elegans (Lane, 1948)